# Saint-Nicolas-de-Bourgueil
 Saint-Nicolas-de-Bourgueil  es una población y comuna francesa, situada en la región de  Centro, departamento de Indre y Loira, en el distrito de Chinon y cantón de Bourgueil.Es famosa por sus vinos.

## Demografía
| 1,319 | 1,273 | 1,173 | 1,116 | 1,176 | 1,194 |
| Para los censos de 1962 a 1999 la población legal corresponde a la población sin duplicidades (Fuente: INSEE [Consultar]) |       |       |       |       |       |